# Чемпіонат УРСР з легкої атлетики 1951
Чемпіонат УРСР з легкої атлетики 1951 відбувся 29 липня-2 серпня в Харкові.
Багатоборці розіграли медалі чемпіонату окремо, в середині липня.

## Медалісти

### Чоловіки
| Дисципліни                | Золото                        | Золото       | Срібло                            | Срібло  | Бронза                     | Бронза  |
| ------------------------- | ----------------------------- | ------------ | --------------------------------- | ------- | -------------------------- | ------- |
| 100 метрів                | Іван Сухоруков Київ           | 11,0         |                                   |         |                            |         |
| 200 метрів                | Іван Сухоруков Київ           | 22,4         | Володимир Муравйов Харків         | 22,5    | Силенко Дніпропетровськ    | 22,8    |
| 400 метрів                | Семен Танинець Ужгород        | 51,5         |                                   |         |                            |         |
| 800 метрів                | Степан Донченко Запоріжжя     | 1.55,5       | Косарєв Київ                      | 1.56,1  | Л. Нікітін Харків          | 1.57,2  |
| 1500 метрів               | Анатолій Черемних Київ        | 4.03,4       | ??? Дніпропетровськ               |         | ??? Харків                 | 4.05,6  |
| 5000 метрів               | Анатолій Непомнящий Київ      | 15.04,6      | Григорій Басалаєв Дніпропетровськ | 15.07,0 | Павло Жарий Запоріжжя      | 15.14,0 |
| 10000 метрів              | Анатолій Непомнящий Київ      | 31.45,4      | Павло Жарий Запоріжжя             |         | Петро Сорокових Сталіно    |         |
| 110 метрів з бар'єрами    | Семен Танинець Ужгород        | 15,4         | Іван Сухоруков Київ               | 15,5    | Кузнєцов Одеса             | 15,7    |
| 200 метрів з бар'єрами    | Семен Танинець Ужгород        | 25,4         | Філоненко Станіславська обл.      | 27,9    | Семен Кріцштейн Чернівці   | 28,0    |
| 400 метрів з бар'єрами    | Степан Донченко Запоріжжя     | 58,7         | ??? Харків                        | 59,0    | ??? Львів                  | 59,3    |
| 3000 метрів з перешкодами | Федір Марулін Дніпропетровськ | 9.21,4 NR    | Анатолій Непомнящий Київ          | 9.29,0  | Петро Сорокових Сталіно    | 9.33,4  |
| 4х100 метрів              | Київ                          | 44,1         | Дніпропетровськ                   | 44,5    | Сталінська область         |         |
| Ходьба 20 кілометрів      | Іван Ярмиш Київ               | 1:35.40,2 NR |                                   |         |                            |         |
| Стрибки у висоту          | Василь Сидорко Київ           | 1,85         | Альберт Шарикін Київська обл.     | 1,80    | П. Заворотний Харків       | 1,80    |
| Стрибки з жердиною        | Володимир Булатов Київ        | 3,90         | Віталій Чорнобай Львів            | 3,70    | В. Запорожанов Львів       | 3,70    |
| Стрибки у довжину         | Іван Сухоруков Київ           | 6,90         | Володимир Зайцев Київ             | 6,77    | О. Лепілін Київ            | 6,67    |
| Потрійний стрибок         | О. Лепілін Київ               | 13,66        | В. Соколов Харків                 | 13,65   | Володимир Зайцев Київ      | 13,47   |
| Штовхання ядра            | В. Дудник Київ                | 13,38        | Малахов Львів                     | 13,28   | Віктор Глущенко Харків     | 12,99   |
| Метання диска             | Анатолій Михайленко Харків    | 41,70        |                                   |         |                            |         |
| Метання молота            | Микола Редькін Харків         | 52,62        |                                   |         |                            |         |
| Метання списа             | Дмитро Чернявський Київ       | 59,39        | Куркевич Львів                    | 55,91   | П. Поліщук Сталінська обл. | 52,32   |
| Десятиборство             | Семен Танинець Ужгород        | 6157         | Володимир Зайцев Київ             | 6130    | Віталій Чорнобай Львів     | 6016    |

### Жінки
| Дисципліни            | Золото                                                                | Золото    | Срібло                         | Срібло | Бронза                  | Бронза |
| --------------------- | --------------------------------------------------------------------- | --------- | ------------------------------ | ------ | ----------------------- | ------ |
| 100 метрів            | Валентина Андріанова Київ                                             | 12,5      |                                |        |                         |        |
| 200 метрів            | Валентина Андріанова Київ                                             | 25,7      | В. Циганок Запоріжжя           | 26,2   | В. Хаймович Київ        | 26,7   |
| 400 метрів            | Валентина Андріанова Київ                                             | 58,8      |                                |        |                         |        |
| 800 метрів            | Ніна Плетньова Донецьк                                                | 2.14,8 NR | Дора Барахович Дніпропетровськ | 2.15,2 | Н. Чорнощок Київ        | 2.17,5 |
| 1500 метрів           | Ганна Босенко Житомир                                                 | 4.44,0 NR |                                |        |                         |        |
| 80 метрів з бар'єрами | Катерина Адаменко Київ                                                | 12,0      | Олександра Ус Одеса            | 12,0   | Людмила Мотовилова Київ | 12,1   |
| 4х100 метрів          | КиївТитенко Людмила Мотовилова Валентина Андріанова Катерина Адаменко | 50,3      | Одеса                          | 52,1   | Харків                  | 52,3   |
| Стрибки у висоту      | Людмила Мотовилова Київ                                               | 1,50      | Галина Сегень Київ             | 1,50   | Басова Одеса            | 1,45   |
| Стрибки у довжину     | Катерина Адаменко Київ                                                | 5,54 NR   | Олена Кошелєва Херсон          | 5,42   |                         |        |
| Штовхання ядра        | Софія Бурдуленко Київ                                                 | 13,02     |                                |        |                         |        |
| Метання диска         | Зоя Синицька Київ                                                     | 41,68     | Раїса Близнецова Харків        | 39,67  | Людмила Іщенко Одеса    | 39,13  |
| Метання списа         | Валентина Попова Харків                                               | 39,89     | Надія Коняєва Харків           |        |                         | 34,52  |
| П'ятиборство          | Софія Бурдуленко Київ                                                 | 3762      | Валентина Андріанова Київ      | 3748   | Олександра Ус Одеса     | 3691   |